# Płaczki (województwo wielkopolskie)
Płaczki – wieś w Polsce położona w województwie wielkopolskim, w powiecie średzkim, w gminie Zaniemyśl.
W latach 1975–1998 miejscowość położona była w województwie poznańskim.
Dwór dwuczłonowy. Parterowy z około I poł XIX wieku,  piętrowy z cechami renesansu północnego, dobudowany na początku XX wieku. Pierwotny dwór wzniesiony dla Korytowskich. Piętrowa dobudówka powstała dla właścicieli niemieckich.